# Адрес-календарь

Заглавная страница Адрес-календаря Волынской губернии, на 1892 год.

Адрес-календарь — официальный справочник, издававшийся как централизованно, так и в губерниях и областях Российской империи.
Адрес-календарь как списки жителей города: домовладельцев, лиц торговых сословий и разных профессий, назывался также адресными книгами.

## Виды
Можно выделить два вида адрес-календарей:
- адрес-календари областные или губернские — справочники, издававшиеся в губерниях и областях Российской империи.
- адрес-календари общероссийские — общая роспись всех чиновных особ в Российской империи;

### Описание
Адрес-календарь представляет собой отдельную часть памятной книжки, включающую перечень всех губернских и уездных правительственных и общественных учреждений с их личным составом.
Часто адрес-календарь издавался отдельным томом. В некоторых областях и губерниях памятная книжка в полном составе не выходила и издавался только адрес-календарь. Зачастую деньги, вырученные от продажи адрес-календарей направлялись на благотворительные цели.

### Содержание
В конце XIX — начале XX века адрес-календари стали весьма объёмными справочниками. Обычно в конце XIX века адрес-календарь включал перечень служащих чинов всех ведомств как губернских, так и уездных:
- Гражданские ведомства:
  - Министерство внутренних дел Российской империи (генерал-губернатор, губернатор, канцелярия губернатора, губернское правление, комиссия народного продовольствия, губернское по крестьянским делам присутствие, губернский статистический комитет, дворянское депутатское собрание и др.);
  - Министерство финансов Российской империи (казённая палата, губернское казначейство и пр.);
  - Министерство государственного имущества Российской империи (управление государственными имуществами, губернский лесоохранительный комитет и пр.);
  - Министерство юстиции Российской империи (окружной суд, судебные пристава, нотариусы, судебные следователи, присяжные поверенные и пр.);
  - Министерство путей сообщения Российской империи (начальник округа, начальники станций и пр.);
  - Министерство народного просвещения Российской империи (мужская классическая гимназия, прогимназия, реальное училище, учительская семинария, шестиклассная прогимназия, инспектора народных училищ, двуклассные городские училища и пр.);
  - Благотворительные учреждения и разные общества;
  - Кредитные учреждения;
  - Страховые общества;
- Военное министерство Российской империи (командующий войсками округа, штаб округа, перечень полков и других воинских подразделений, дислоцировавшихся в году издания адрес-календаря в этой губернии, а также интендантское управление, лазареты, инженерное управление, смотрителя продовольственных магазинов и пр.)
- Духовное ведомство (епископ, духовная консистория, настоятели и настоятельницы монастырей, духовные училища, а также римско-католический епископ, евангелическо-лютеранское духовенство и др.)

В адрес-календарь могла включаться справочная информация: присутственные дни, церковный календарь, сведения о Российском Императорском доме и др.
В конце XIX — начале XX века в адрес-календарь включали алфавитный список лиц, фамилии которых указаны в адрес-календаре.

## Адрес-календари общероссийские

### Описание
В общероссийском адрес-календаре приводились списки чинов придворного штата, государственных учреждений гражданского, военного и духовного ведомств — как столичных, так и по всем губерниям и областям, а также указывались сведения о должностных лицах других крупных учреждений: для каждого — имя, отчество, фамилия, звание, чин, должность.

### Содержание
Общероссийский адрес-календарь содержал два раздела:
В 1-й части приводились сведения в разрезе учреждений и ведомств;
В 2-й части по губерниям, городам, местным учреждениям.
Адрес-календарь содержал подробные оглавления и указатели имен.

## История
Адрес-календари издавались в период с 1765 по 1917 год. До 1843 года именовался «Месяцеслов и общий штат Российской империи» и, помимо списка чиновников, содержал собственно Месяцеслов, после «Адрес-календарь или общий штат Российской империи» издавался отдельной книгой без Месяцеслова.
По данным энциклопедии Брокгауза и Ефрона так назывался список начальствующих и должностных лиц всей России, издаваемый инспекторским отделом императорской канцелярии, и списки жителей города: домовладельцев, лиц торговых сословий и разных профессий, называемый также адресной книгой. С 1892 издавались адресные книги под заглавием «Весь Петербург», «Вся Москва».

## Научное значение
В настоящее время адрес-календари являются ценным источником научной информации (в частности, исторической, генеалогической, статистической). В рамках проекта Российской Национальной Библиотеки по поиску памятных книг составлен список известных и утерянных адрес- календарей, издававшихся в областях и губерниях Российской империи